# 猫儿屎属
猫儿屎属（学名：Decaisnea）是木通科下的一个属，为直立灌木植物。该属共有Decaisnea fargesii和Decaisnea insignis两种，分布于喜马拉雅至中国西南部。